# Qassinnguit

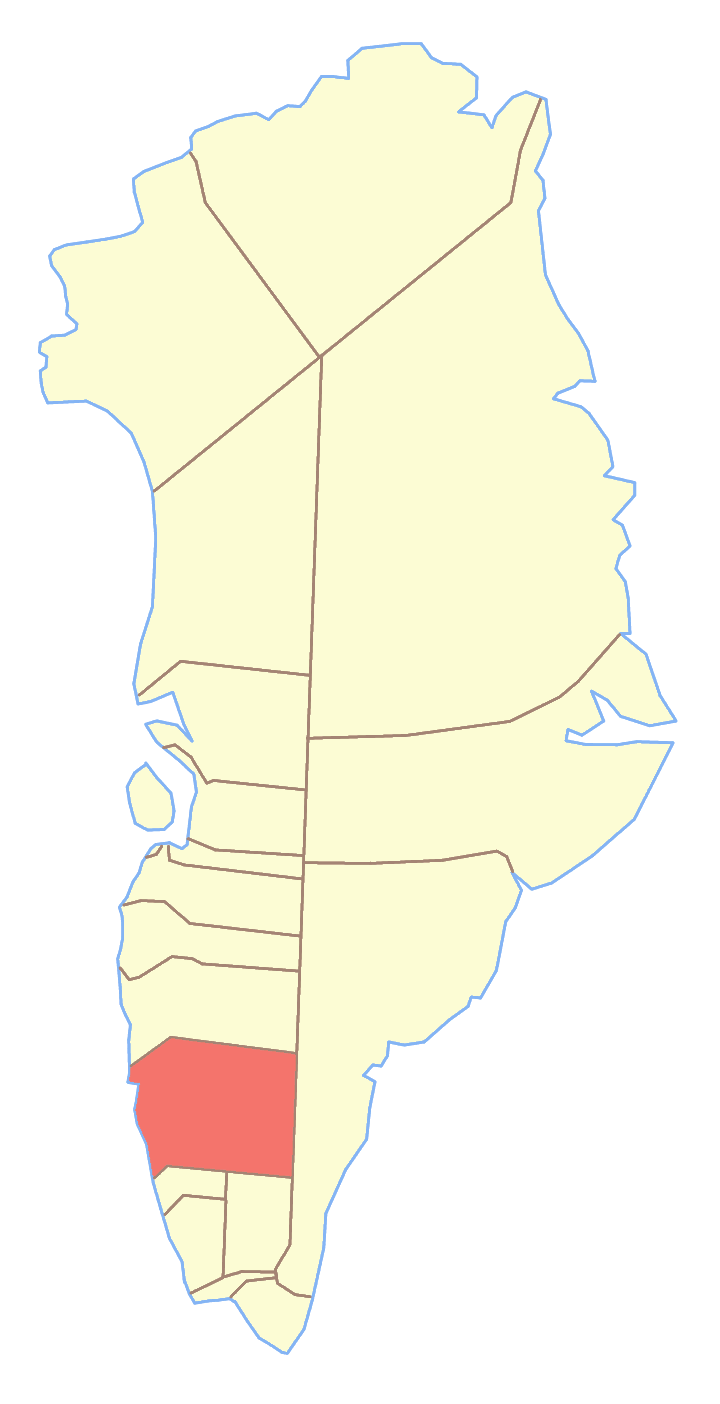
Ex comune di Nuuk, dove si trovava il Qassinnguit

Il Qassinnguit è una montagna della Groenlandia di 895 m. Si trova a 64°10'N 51°20'O; appartiene al comune di Sermersooq.